# Volaticotherium
†Volaticotherium – rodzaj wymarłego ssaka latającego, podobnego do lotopałankowatych.
Volaticotherium antiquum miało przednie i tylne łapy połączone pokrytą futrem błoną, umożliwiającą lot ślizgowy. Jego skamieniałości odkryto w datowanych na 164–125 mln lat temu osadach formacji Yixian, co czyni z niego najstarszego znanego zdolnego do lotu ssaka – starszego o co najmniej 70 mln lat od najstarszych znanych nietoperzy i być może również starszego niż najdawniejsze znane ptaki. Ze względu na obecność owłosionych błon lotnych szczątki Volaticotherium zostały początkowo uznane za pozostałości pterozaura, gdyż były to wówczas jedyne znane mezozoiczne kręgowce o błonach lotnych porośniętych włosopodobnymi strukturami. Analiza uzębienia wykazała jednak przynależność Volaticotherium antiquum do ssaków. Z przeprowadzonej przez autorów jego opisu analizy filogenetycznej wynika, że Volaticotherium było taksonem siostrzanym do kladu obejmującego eutrykonodonty, haramiidy, wieloguzkowce, "symetrodonty" z rodzin Spalacotheriidae, Zhangheotheriidae i Tinodontidae, "eupantoteria" i trybosfenidy, w tym torbacze i łożyskowce. Ponieważ według tej analizy Volaticotherium nie należało do żadnej ze znanych przed jego opisem dużych grup ssaków mezozoicznych autorzy jego opisu utworzyli dla niego odrębny rząd Volaticotheria i rodzinę Volaticotheriidae. Z późniejszych analiz filogenetycznych przeprowadzonych przez Gaetano i Rougiera (2011, 2012) wynika jednak, że Volaticotherium było eutrykonodontem z rodziny Triconodontidae i podrodziny Alticonodontinae; według tych analiz V. antiquum było taksonem siostrzanym do rodzaju Argentoconodon, a oba te rodzaje tworzyły klad siostrzany do rodzaju Ichthyoconodon.